# Lindsey Stagg
Lindsey Stagg, född 1970 i Northampton, är en engelsk före detta barnskådespelare. Hon är känd för rollen som Adrian Moles flickvän Pandora Braithwaite i TV-serierna Adrian Moles hemliga dagbok (1985) och Unge Adrians lidanden (1987).